# Korshunovskita
La korshunovskita és un mineral de la classe dels halurs. Rep el seu nom del dipòsit Korshunov, on va ser descoberta.

## Característiques
La korshunovskita és un halur de fórmula química Mg₂Cl(OH)₃·4H₂O. Cristal·litza en el sistema triclínic. Es troba en forma de grans prismàtics, allargats, de fins a 2 mil·límetres, en petits filons. La seva duresa a l'escala de Mohs és 2.
Segons la classificació de Nickel-Strunz, la korshunovskita pertany a «03.BD - Halurs simples, amb H₂O i OH addicional» juntament amb els següents minerals: cadwaladerita, lesukita, nepskoeïta i koenenita.

## Formació i jaciments
Es troba en dipòsits de ferro, en filons hidrotermals de baixa temperatura en marbre dolomític. Sol trobar-se associada a altres minerals com: ekaterinita, shabynita, magnetita, antigorita, dolomita i magnesita. Va ser descoberta l'any 1982 a la mina de ferro de Korshunovskoye, a Zheleznogorsk (óblast d'Irkutsk, Rússia). També ha estat descrita a la mina Marcel, Rybnik (Alta Silèsia, Polònia).